# 台湾琼榄
台湾琼榄（学名：Gonocaryum calleryanum），又名柿叶茶茱萸，为琼榄属下的一种常绿小乔木，高可达10米（33英尺），分布与东南亚，台湾仅见于恒春半岛和兰屿。

## 扩展阅读
- 維基物種上的相關：台湾琼榄